# Тлехугов, Арсен Вячеславович
Арсе́н Вячесла́вович Тлеху́гов (род. 3 ноября 1976, Урух) — российский и казахстанский футболист, нападающий.

## Карьера

### Клубная
Карьеру начал в российских клубах низших дивизионов «Автозапчасть» Баксан, «Спартак» Нальчик, «Нарт» Нарткала. В 2000 году сыграл 12 матчей и забил 1 гол в высшем дивизионе в составе нижегородского «Локомотива». Отыграв второй круг в составе смоленского «Кристалла», уехал в Казахстан, где в 2001—2006 годах играл за «Есиль» и «Кайрат», «Астану». С 2007 играет за узбекский ФК «Бухара».

### За сборную
В 2004 году провёл одну игру за сборную Казахстана.

## Достижения
- Чемпион Казахстана: 2001, 2004
- Обладатель Кубка Казахстана: 2000/01, 2002, 2003
- Лучший игрок года в Казахстане: 2001
- Лучший бомбардир чемпионата Казахстана: 2001, 2004
- Рекордсмен чемпионата Казахстана по количеству голов в одном сезоне: 30 голов